# قسمة ونصيب (فلم 1990)
قسمة ونصيب هو فيلمٌ مصريٌ أُنتج عام 1990.

## قصة الفيلم
سالي (صابرين) فتاةٌ جامعيةٌ تسعى للزواج من رجلٍ متعلمٍ. وهي تعيش في شقتها مع والدها عبد السميع (فؤاد خليل)، وأمها فوزية (نعيمة الصغير)، والخادمة بدرية (فريدة سيف النصر).
خطب سالي أشخاص متعلمين، لكن خطبتهم فُسخت، الواحد تلو الآخر، لعدم قدرتهم توفير متطلبات الزواج. ثم خطبها شخصٌ آخر وهو أكرم (نبيل نور الدين)، والذي لا يفعل شيئاً سوى تناول الطعام، وستُفسخ خطبته هو الآخر.
في هذه الأثناء يأتي الأسطى حنفي السباك (محمد الشرقاوي) من الخليج وقد تحسن وضعه المادي، ثم يقابل الخادمة بدرية ويتزوجها ويوفر لها شقة، وهو ما أثار غيرة سالي. كما تأتي خادمةٌ جديدةٌ إلى بيت سالي وهي فردوس (فايزة كمال)، والتي يُعجب بها الأسطى عاشور الميكانيكي (سعيد صالح)، صديق حنفي السباك، وهو صاحب ورشة السيارات أسفل عمارة سالي. ثم يغدق الهدايا على فردوس، ويخطبها.
يقوم حسن الأسمر باصطحاب صديقه رجائي (هشام سليم)، الطبيب المبتدئ الذي يسكن فوق سطح عمارة سالي، إلى الكباريه، ويشرب الخمر لأول مرة، ويعود مرهقاً، فتشاهده الخادمة فردوس وتعطف عليه، وتطلب من سيدتها فوزية إنقاذه، وترى فوزية أنه زوج مناسب لابنتها، وأقنعته بخطبة ابنتها. لكن خطبته فُسخت لعدم قدرته هو أيضاً على توفير متطلبات الزواج أسوة بمن سبقوه.
تقتنع سالي أن المتعلمين غير قادرين مادياً على الزواج، وأن من يقدر على تكاليف الزواج هم أصحاب الحرف غير المتعلمين. تتودد إلى الأسطى عاشور، فيخطبها، ويترك فردوس، وتُطرد فردوس لاعتراضها على سرقة خطيبها.
يُقابل رجائي فردوس ويواسيها، ويتبادلان الإعجاب، ويتزوجان، وتتزوج سالي من عاشور.

## وصلات خارجية
- مقالات تستعمل روابط فنية بلا صلة مع ويكي بيانات
- قسمة ونصيب على الدهليز
- قسمة ونصيب على كاروهات